# Mein Bruder heißt Robert und ist ein Idiot
Mein Bruder heißt Robert und ist ein Idiot ist ein Spielfilm von Philip Gröning aus dem Jahr 2018. Das Drama, mit Julia Zange und Josef Mattes in den Hauptrollen, basiert auf einem Originaldrehbuch des Regisseurs, der den Film auch produzierte. Im Mittelpunkt der Handlung stehen 48 Stunden im Leben eines jugendlichen Zwillingspaares, dessen Trennung bevorsteht. Ihr Verhältnis zueinander nimmt bald inzestuöse Formen an und das gemeinsam verbrachte Wochenende mündet in einen Mord.
Der bereits 2013 abgedrehte Film wurde am 21. Februar 2018 im Wettbewerb der 68. Berlinale uraufgeführt.

## Handlung
Süddeutschland, im Sommer: An einem Wochenende bereitet sich die 19-jährige Elena auf ihre mündliche Abiturprüfung im Fach Philosophie zwei Tage später vor. Unterstützt wird sie dabei von ihrem Zwillingsbruder Robert, der sich in reichlich Bier auszahlen lässt. Als Lernort dient eine idyllische Wiese mit Alpenblick in der Nähe einer einsamen Tankstelle an einer Landstraße, aus der sie sich versorgen. Offenbar hat die Tankstelle auch in ihrer Kindheit eine große Rolle gespielt, in den Privaträumen ist ihre Körpergröße über die Jahre markiert.
Die Geschwister verbindet eine Hassliebe miteinander. Elena ist intelligent und beherrschend und bezeichnet ihren Bruder als blöd oder dumm, was aber offenbar nicht stimmt, weil er die meisten philosophischen Gedanken zu ihrer Lernarbeit beisteuert, die sie lediglich aufschreibt. Robert, in der Schule sitzen geblieben, sehnt sich danach, seine provinzielle Heimat zu verlassen. Zudem ist Robert in Elenas beste Freundin Cecilia verliebt. Elenas Fragen, ob er mit Cecilia geschlafen habe, weicht er aus. Rituale, Zwillingsspiele, Wetten, Ausbrüche von Hass und zärtlicher Nähe, gemeinsame Bäder in einem Waldsee, ein Besuch ihres jüngeren Bruders Florian, der sie zum Abendessen ruft, sowie ein philosophischer Diskurs, speziell zu den Thesen Martin Heideggers und Augustinus’ Zeitverständnis, wechseln sich in den zwei Tagen ab. Sowohl Elena als auch Robert ist bewusst, dass der bisherige Lebensabschnitt bald enden wird und sich ihre Wege trennen werden.
Elena wettet mit Robert, dass sie noch vor der Prüfung Sex mit einem Mann haben werde. Sollte Elena die Wette verlieren, gibt sie Robert das Auto, das sie zur bestandenen Reifeprüfung bekommen soll, anderenfalls muss er sich von ihr etwas wünschen. Elena beginnt, Tankstellenkunden anzuflirten. Einer dieser Versuche endet mit einer versuchten Vergewaltigung in der Kundentoilette. Elena kann den Mann überwältigen, während Robert tatenlos vor der Tür Ohrenzeuge wird. In der folgenden Nacht muss sich der stark betrunkene Robert übergeben und schläft im Verkaufsraum der Tankstelle ein. Elena unternimmt einen Ausflug mit dem Tankstellenangestellten Erich, der ein väterliches Verhältnis zu den beiden hat. Doch als sie Erich zu verführen versucht, sagt er entschieden ab. Währenddessen wird Robert, in der Tankstelle eingeschlossen, enttäuscht Zeuge, wie Cecilia mit Freunden erscheint und dabei einen anderen Jungen küsst.
Die Geschichte nimmt einen unerwarteten Verlauf, als Elena und Robert spielerisch einen Überfall auf Erich vortäuschen, wobei er versehentlich eine Kopfverletzung bekommt, die ihn vorübergehend apathisch macht. Sie fesseln und knebeln ihn in den Privaträumen der Tankstelle, später erpressen sie von ihm den Kassencode der Tankstelle. Indem Elena den wehrlosen Erich vor Roberts Augen vergewaltigt, gewinnt sie ihre Wette. Robert findet in der Kasse eine geladene Pistole, mit der er zunächst auf vorbeifahrende Autos zielt. Dann ziehen sich die beiden Geschwister aus und haben auf dem Boden des erleuchteten Verkaufsraumes leidenschaftlichen Sex. Als der gefesselte Erich, wieder bei Sinnen, anmahnt, den absurden Vorgang zu beenden, übergibt Robert seiner Schwester die Waffe. Elena spielt Erich noch ihren Lieblingssong vor – das französische Chanson La javanaise von Serge Gainsbourg – und erschießt ihn dann auf der Toilette. Dabei beschädigt sie den Spülkasten, die Tankstelle wird in den nächsten Minuten mit blutrotem Wasser überschwemmt. Spielerisch schießen die Geschwister dann im Verkaufsraum aufeinander, als sei die Pistole nicht echt, wobei sie weitere Verwüstungen anrichten.
Am nächsten Tag raubt Robert mit der Pistole einem Tankstellenkunden einen Sportwagen und verschwindet damit. Später erscheint Elena übermüdet zu ihrer mündlichen Abiturprüfung, in der sie über das Thema „Was ist eine Melodie?“ sowie den Zeitbegriff referiert. Dazu sind Bilder der nun verlassenen und heruntergekommenen Tankstelle zu sehen.

## Produktionsgeschichte

### Drehbuch
Mein Bruder heißt Robert und ist ein Idiot ist Philip Grönings sechster Langfilm. Wie bei fast allen seinen vorherigen Werken war er neben der Regie auch am Drehbuch, der Produktion, der Kameraarbeit und Teilen des Schnitts beteiligt. Das Skript verfasste Gröning gemeinsam mit der Schweizer Schauspielerin Sabine Timoteo, die die Hauptrolle in seinem Roadmovie L’amour, l’argent, l’amour (2000) gespielt hatte. Gröning fasste die Handlung als „eine Geschichte über Zwillinge und Zeit“ zusammen. Dabei ließ er sich auch durch die Zeittheorien des Philosophen Martin Heidegger aus dessen Hauptwerk Sein und Zeit (1927) inspirieren.

### Suche nach Drehorten
Die Vorbereitungen zum Film (ursprünglicher Arbeitstitel: Mein Bruder Robert) begannen 2007. Der Beginn der Dreharbeiten verzögerte sich u. a. durch die monatelange Suche nach geeigneten Drehorten. „Ich glaube, wir haben uns so gut wie jede Landstraße in Baden-Württemberg angesehen“, so Philip Gröning, der nach einem einzigartigen, abgeschiedenen Ort suchte. Nachdem das Kleine Wiesenthal unterhalb des Belchens und die Gemeinde Hasel als Drehorte im Gespräch waren, entschied man sich stattdessen für Leipferdingen, einen Ortsteil der Stadt Geisingen, als Hauptdrehort. Gröning hatte dort die Wahl zwischen der Hochfläche bei den Windrädern an der Kreisstraße 5926/6129 nach Engen-Stetten oder dem Breitental in Richtung Tengen. „Zwei sehr unterschiedliche Orte. Einer weit oben mit Aussicht auf die Schwäbische Alb und die Schweizer Berge und einer ganz unten im Tal“, so Gröning. Er entschied sich für die beeindruckendere Aussicht auf der Hochfläche, da im Tal eine „ganz andere Stimmung“ geherrscht hätte. Dafür musste im August 2012 an der Kreisstraße nach Engen-Stetten bei den Windrädern die im Film auftauchende Avia-Tankstelle erst als Kulisse aus Sperrholz errichtet werden. Für Gröning symbolisierte die Tankstelle die „Freiheit“ und er nahm damit Bezug auf sie als beliebter Treffpunkt von Jugendlichen in ländlichen Regionen. „Sie glauben nicht, wieviel samstagabends an einer Tankstelle los ist“, so Gröning. Die Produktionsgesellschaft hatte wegen dieser Inanspruchnahme von Landschaft und Landwirtschaft den Leipferdinger Ortschaftsrat vorab bei ihren Überlegungen miteingebunden. Darüber hinaus musste das Regierungspräsidium Freiburg den Landwirten vor Ort bescheinigen, dass sie keine Nachteile bei den Fördermitteln erleiden, wenn sie Flächen zur Verfügung stellen.

### Dreharbeiten
Die Dreharbeiten sollten ursprünglich im Sommer 2012 stattfinden. Aufgrund der Erkrankung einer Mitarbeiterin konnte das Szenenbild nicht rechtzeitig fertiggestellt werden. Darum entschied Gröning, die Dreharbeiten in den Sommer 2013 zu verlegen, da erntereife Felder eine Voraussetzung für Aufnahmen der im Sommer spielenden Geschichte waren. Da Mein Bruder heißt Robert und ist ein Idiot an einem einzigen Wochenende spielt, durften sich Natur und Umgebung während der Dreharbeiten nicht offensichtlich verändern. Die Tankstellen-Kulisse verblieb mit Genehmigung der Stadt Geisingen, dem Landratsamt und den örtlichen Landwirten und wurde im Winter 2012/13 mit einem Zelt gesichert. Gröning lobte die Beteiligten für die „gute Zusammenarbeit“. Nachdem die Kulisse den Winter gut überstanden hatte und lediglich kleinere Reparaturarbeiten notwendig waren, fanden die Dreharbeiten über elf Wochen vom 5. August bis 25. Oktober 2013 in Leipferdingen sowie Nordrhein-Westfalen statt. Wegen schlechten Wetters hatten die Aufnahmen nicht wie ursprünglich geplant im Juni beginnen können. Um die Tankstellen-Kulisse wurden über mehrere Hektar Winterweizen und Triticale angebaut. Im Gegenzug mussten die örtlichen Landwirte für ihre abgetretenen Flächen mit 3,5 Hektar Silomais als Viehfutter entschädigt werden. Gröning arbeitete in Leipferdingen mit einem ca. 15- bis 20-köpfigen Filmteam zusammen. Im Mai 2014 wurde nachts eine Szene auf dem Areal am Wertachsender im bayerischen Ettringen nachgedreht.
Die Produktionskosten für den Film wurden auf drei Mio. Euro beziffert. Ursprünglich war ein Kinostart für 2015/16 geplant, Gröning benötigte aber wie schon bei seinem vorangegangenen Spielfilm Die Frau des Polizisten (2013) viel Zeit für die Postproduktion und stellte den Film erst Anfang 2018 fertig. Mein Bruder heißt Robert und ist ein Idiot wurde mit 457.000 Euro von der Filmstiftung NRW gefördert. Neben der Philip Gröning Filmproduktion und der französischen L Films waren als Koproduzenten Bavaria Film, WDR und Bayerischer Rundfunk beteiligt.

## Rezeption
Grönings Regiearbeit erhielt im internationalen Kritikenspiegel der britischen Fachzeitschrift Screen International 2,8 von vier möglichen Sternen und belegte den 5. Platz unter allen 19 Berlinale-Wettbewerbsfilmen.

## Auszeichnungen
Mit Mein Bruder heißt Robert und ist ein Idiot konkurrierte Philip Gröning zum ersten Mal bei den Internationalen Filmfestspielen Berlin um den Goldenen Bären, den Hauptpreis des Festivals. Der Film blieb unprämiert. Im selben Jahr wurde Gröning auf dem Filmfestival von Sitges mit dem New Visions Award als bester Regisseur ausgezeichnet.